# Sven Väth
Sven Väth – niemiecki DJ oraz producent muzyczny. Przedstawiciel muzyki house, techno, electronica, ambient techno i trance. Jego najbardziej znane utwory to "L'Esperanza", "Ritual of Life", "Ballet-Fusion" i "Fusion - Scorpio's Movement".

## Dyskografia

### Albumy
- Accident in Paradise (Eye Q, 1992) (Warner Bros. Records, 1993, U.S.)
- The Harlequin, the Robot, and the Ballet Dancer (Eye Q, 1994) (Warner Bros. Records, 1995, U.S.)
- Der Kalte Finger (Eye Q, 1996; collaboration with B-Zet)
- Fusion (Virgin Records, 1998)
- Six in the Mix (The Fusion Remix Collection '99) (Virgin Records, 1999)
- Contact (Ultra Records, 2000) (also released on Virgin Records)
- Retrospective 1990-1997 (single disc version) (WEA Records, 2000)
- Retrospective 1990-1997 (two disc version) (Club Culture, 2000) (also released on Warner Music in Japan)
- Fire (Virgin Records, 2002)
- Allan Gauch (Virgin Records 1997-2002)
- DC's Hand Picked Mix Tape
- Fire Works (remixes of tracks from Fire) (Virgin Records, 2003)
- Sound of The First Season (One Disc Version 2000)
- Sound of The Second Season (Two Disc Version 2001)
- Sound of The Third Season (One Disc Version 2002)
- Sound of The Fourth Season (Two Disc Version 2003)
- Sound of The Fifth Season (One Disc Version 2004)
- Sound of The Sixth Season (Two Disc Version 2005)
- Sound Of The Seventh Season (Two Disc Version 2006)
- Sound Of The Eighth Season (Two Disc Version 2007)
- Sound of the Ninth Season (Two Disk Version 2008)

### Single
- "L'Esperanza" #5 Hot Dance Club Play; #63 UK (1993)
- "Ritual of Life" (Eye Q, 1993)
- "Ballet-Fusion" (Eye Q, 1994)
- "Fusion - Scorpio's Movement" (Virgin Records, 1997)
- "Breakthrough" (Virgin Records, 1998)
- "Face It" (Virgin Records, 1998)
- "Omen A.M." (Virgin Records, 1998)
- "Schubdüse" (Virgin Records, 1998)
- "Sounds Control Your Mind" (Virgin Records, 1998)
- "Augenblick" (Virgin Records, 1999)
- "Dein Schweiss" (Virgin Records, 1999)
- "Discophon" (Virgin Records, 1999)
- "Barbarella" (remix) (Club Culture, 2000)
- "L'Esperanza" (remix) (Club Culture, 2000)
- "My Name is Barbarella" (Code Blue, 2000)
- "Je T'aime ... Moi Non Plus" / Design Music (Virgin Records, 2001)
- "Strahlemann Und Söhne" (remix) (Virgin Records, 2001)
- "Mind Games" (Virgin Records, 2002)
- "Set My Heart on Fire" (Virgin Records, 2002)
- "Komm" (Cocoon Recordings, 2005)
- "Spring Love" (Datapunk, 2006)
- "The Beauty and The Beast" (Cocoon Records 2008)